# Faid El Mostafa
Faid El Mostafa (* 13. Januar 2000) ist ein marokkanischer Leichtathlet, der sich auf den Hindernislauf spezialisiert hat.

## Sportliche Laufbahn
Erste internationale Erfahrungen sammelte Faid El Mostafa im Jahr 2024, als er bei den Olympischen Sommerspielen in Paris mit 8:39,48 min in der Vorrunde über 3000 m Hindernis ausschied.
2024 wurde El Mostafa marokkanischer Meister im 3000-Meter-Hindernislauf.

## Persönliche Bestleistungen
- 3000 m Hindernis: 8:18,63 min, 18. Juni 2024 in Bilbao